# Фридуолд, Уилл
Уилл Фридуолд (англ. Will Friedwald) — американский музыкальный критик, писатель, продюсер.

## Биография
Родился в 1961 году в семье Херба Фридуолда (урожденного Герберта Ф. Фридуолда; 1935—1997), который был джазовым продюсером, историком джаза и юристом звукозаписывающего лейбла в Нью-Йорке. Херб был основателем недолговечного джазового лейбла Kharma Records. Среди прочих занятий Херб писал заметки для буклетов альбомов.
Фридуолд был джазовым критиком DownBeat, Jazz Times, Jazz News с 1980-х годов. Он писал также для газет The Wall Street Journal, The New York Times, The Village Voice, Newsday и The New York Observer, а также для журналов, в том числе для Entertainment Weekly, New York Magazine, Mojo, BBC Music Magazine, Stereo Review, Fi и American Heritage. Является автором нескольких книг по истории джаза, в частности истории «Великого американского песенника». Вместе с Фридуолдом Тони Беннетт выпустил свою автобиографию «Хорошая жизнь» в 1998 году.

## Награды и номинации
Его биография Фрэнка Синатры была удостоена «премии Димса Тейлора» от Американского общества композиторов, авторов и издателей в 1996 году. Фридуолд является семикратным номинантом на премию «Грэмми» за лучшую аннотацию к альбому и за лучший исторический альбом (вручается за достижения в области восстановления звука).

## Избранная библиография

### Как главный автор
- Jazz Singing: America’s Great Voices from Bessie Smith to Bebop and Beyond (англ.). — C. Scribner’s Sons, 1991. — 477 p. — ISBN 9780684185224.
- Sinatra! the Song is You: A Singer’s Art (англ.). — Simon and Schuster, 1995. — 557 p. — ISBN 9780684193687.
- Stardust Melodies: The Biography of Twelve of America’s Most Popular Songs (англ.). — Pantheon Books, 2002. — 397 p. — ISBN 9780375420894.
- The Future of Jazz (англ.) / Yuval Taylor. — A Cappella, 2002. — 241 p. — ISBN 9781556524462.
- A Biographical Guide to the Great Jazz and Pop Singers (англ.). — Knopf Doubleday Publishing Group, 2010. — 832 p. — ISBN 9780307379894.
- The Great Jazz and Pop Vocal Albums (англ.). — Knopf Doubleday Publishing Group, 2017. — 432 p. — ISBN 9781101871751.
- Straighten Up and Fly Right: The Life and Music of Nat King Cole (англ.). — Oxford University Press, 2020. — 656 p. — ISBN 9780190882044.

### В соавторстве
- С Джерри Беком: The Warner Brothers Cartoons (англ.). — Scarecrow Press, 1981. — 271 p. — ISBN 9780810813960.
- С Джерри Беком: Looney Tunes and Merrie Melodies: A Complete Illustrated Guide to the Warner Bros. Cartoons (англ.). — Henry Holt and Company, 1989. — 396 p. — ISBN 9780805008944.
- С Джерри Беком: Warner Bros. Animation Art: The Characters, the Creators, the Limited Editions (англ.). — Hugh Lauter Levin Associates, 1997. — 245 p. — ISBN 9780883631072.
- С Тони Беннетом: The Good Life (англ.). — Simon and Schuster, 1998. — 312 p. — ISBN 9780671024697.
- С Патти Фармер: Playboy Swings: How Hugh Hefner and Playboy Changed the Face of Music (англ.). — Beaufort Books, 2015. — 394 p. — ISBN 9780825307171.